# Port lotniczy Daniel Oduber
Port lotniczy Daniel Oduber (ang. Daniel Oduber Quirós International Airport, IATA: LIR, ICAO: MRLB) – port lotniczy zlokalizowany w kostarykańskim mieście Liberia.

## Linie lotnicze i połączenia
- Air Canada (Toronto-Pearson) [sezonowe]
- Air Transat (Calgary, Vancouver) [sezonowe]
- American Airlines (Dallas/Fort Worth, Miami)
- Continental Airlines (Houston-Intercontinental, Newark)
- Delta Air Lines (Atlanta, Los Angeles, New York-JFK)
- First Choice Airways (London-Gatwick) (na ich stronie nie ma już połączeń do tego portu)
- Mexicana (Meksyk) [sezonowe]
- Miami Air (Miami) [sezonowe]
- Nature Air (San José (CR), La Fortuna, Punta Islita, Tamarindo)
- Sunwing Airlines (Toronto-Pearson) [sezonowe]
- Skyservice (Calgary, Toronto-Pearson, Vancouver) [sezonowe]
- TACA Airlines
  - Obsługiwane przez Sansa (San José (CR), Tamarindo)
- United Airlines (Chicago-O'Hare) [seasonal]
- US Airways (Charlotte)